# Giosuè Carducci
Giosuè Alessandro Giuseppe Carducci (wym. [dʒozuˈɛ karˈduttʃi]; ur. 27 lipca 1835 w Valdicastello di Pietrasanta, zm. 16 lutego 1907 w Bolonii) – włoski poeta i historyk literatury. Przez swoich rodaków często był uznawany za twórcę narodowego i wieszcza zjednoczonych Włoch. Jako zwolennik wyrafinowanej estetyki kategorycznie odrzucił swobodę romantyzmu i czerpał głównie ze wzorców antycznych oraz z włoskiej tradycji klasycznej. Będąc długoletnim wykładowcą bolońskiego uniwersytetu, brał intensywny udział w bieżących dyskusjach politycznych oraz prowadził ożywioną działalność krytycznoliteracką. Dorobek Carducciego zwieńczono w roku 1906 Nagrodą Nobla w dziedzinie literatury za „twórczą energię, świeżość stylu i siłę liryczną, tak charakterystyczne dla jego poetyckich arcydzieł”.

## Dzieciństwo i młodość

### Wczesna edukacja

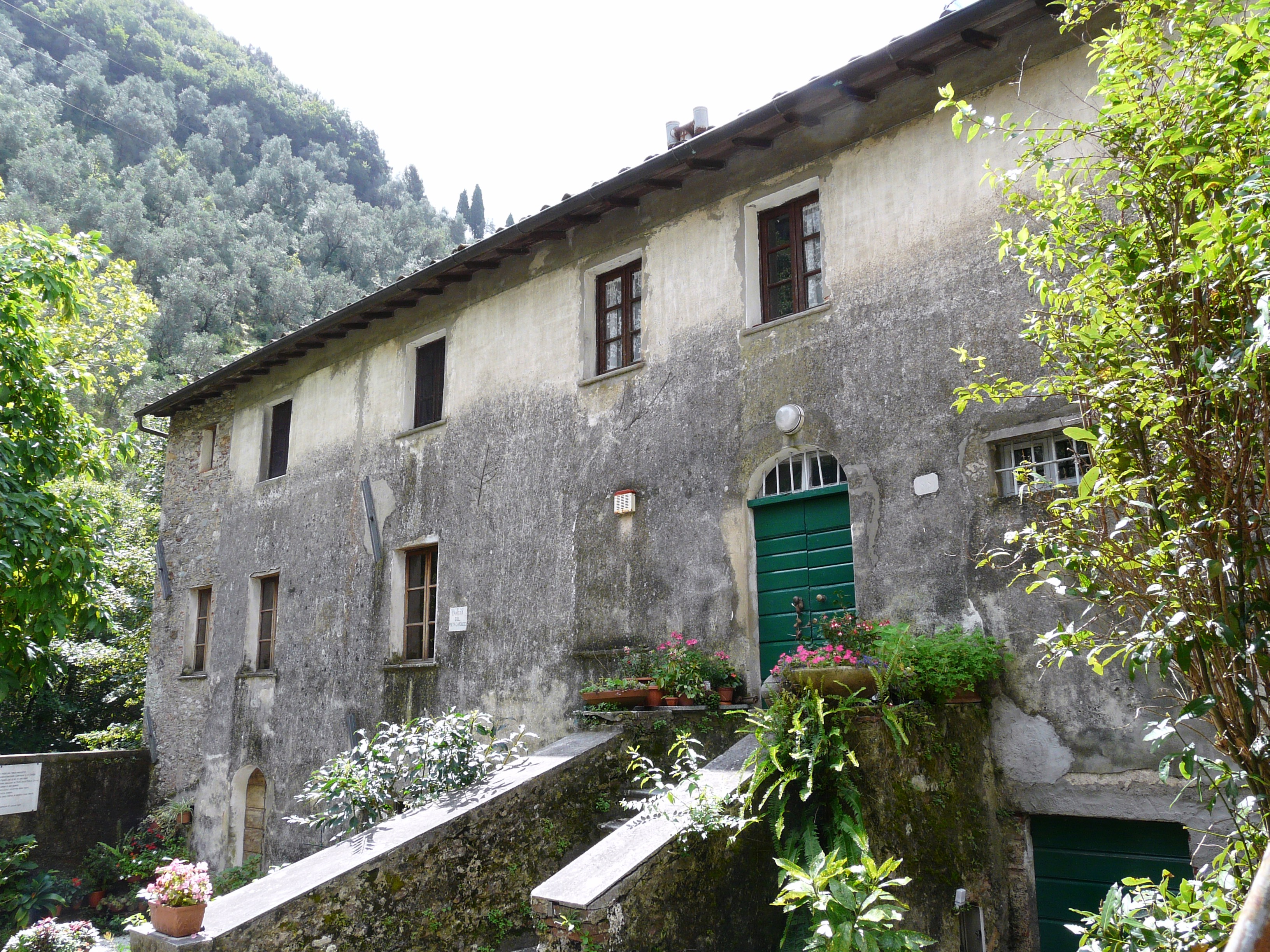
Dom w Valdicastello di Pietrasanta, gdzie urodził się Giosuè Carducci

Giosuè Carducci był pierworodnym synem wiejskiego lekarza Michele Carducciego (1808–1858), porywczego rewolucjonisty, który został skazany na rok zesłania za działalność spiskową przeciwko monarchii, i Ildegondy Celli (1815–1870), córki zubożałego florenckiego złotnika. Zapis imienia przyszłego noblisty nadal budzi spory. Niektórzy z jego biografów używają formy Giosue, powołując się na zapis w księdze metrykalnej. Inni, liczniejsi, po dokładnym zbadaniu dokumentów, obstają przy formie akcentowanej Giosuè. Młody Carducci wcześnie zaczął korzystać z biblioteki ojca, poznając dzięki temu zarówno klasykę, jak i utwory poświęcone rewolucji francuskiej. Na resztę życia miał zapamiętać Iliadę, Odyseję, Eneidę, Jerozolimę wyzwoloną, Histoire romaine (Historię Rzymu) Charles’a Rollina i Histoire de la Révolution (Historię rewolucji francuskiej) Adolphe’a Thiersa. Rodzina Carduccich żyła w ustawicznej nędzy, Giosuè nie miał więc szans na regularną naukę, zwłaszcza że na świecie wkrótce pojawili się jego bracia – Dante (1837-1857) i Valfredo (1838-1919). Michele we własnym zakresie próbował uzupełniać braki w edukacji syna, który wkrótce znał na pamięć pierwsze cztery księgi Metamorfoz oraz główne dzieła romantyka Alessandra Manzoniego i karbonariusza Silvia Pellico.
Konfliktowy charakter i wolnomyślicielskie poglądy Michele Carducciego sprawiły, że tylko w latach 1848–1849 musiał wraz z rodziną trzykrotnie zmieniać miejsce zamieszkania. Osiedlili się na dłużej we Florencji, gdzie Giosuè z łatwością zdał egzaminy wstępne do szkoły średniej prowadzonej przez pijarów. We Florencji poznał w gronie dalszej rodziny Elvirę Menicucci (1835-1915), która dziesięć lat później zostanie jego żoną i z którą będzie miał pięcioro dzieci. Wszystkim nada imiona kojarzące się z włoską literaturą (Francesco, Dante, Bice od Beatrice, Laura) lub z ideałami (Libertà znana jako Tittì). Już wtedy Carducci stopniowo odchodził od romantycznych dzieł Schillera, Byrona i Pratiego, które dotąd były jego ulubioną lekturą. W młodzieńczych dokonaniach wzorował się raczej na odach Horacego i antycznych hymnach. Chociaż nie unikał tematyki miłosnej, od początku podejmował przede wszystkim problematykę patriotyczną, gwałtownie sprzeciwiając się sytuacji politycznej i społecznej we Włoszech. W jego poezji pojawiały się również religijne rozważania dotyczące Boga i duchowości, które szybko zostały wyparte przez zażarty antyklerykalizm.

### Czasy studenckie

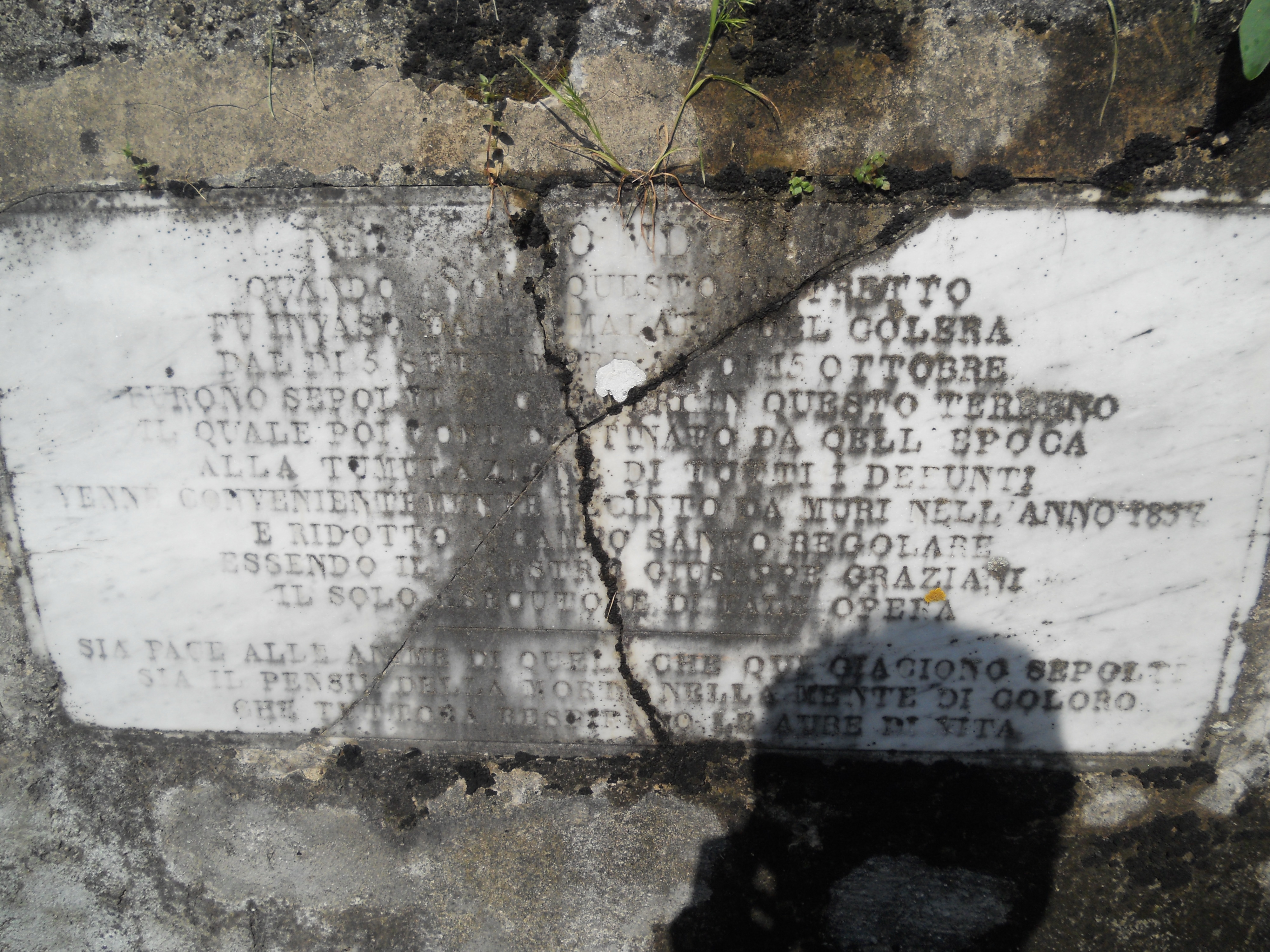
Tablica upamiętniająca epidemię cholery w toskańskim Retignano

W roku 1853, po otrzymaniu stypendium, Carducci rozpoczął studia humanistyczne w Pizie. Tam zdobył popularność dzięki wystąpieniom, w których potępiał włoskich polityków dążących do scalenia podzielonego kraju. Również pod tym względem w poglądach poety szybko nastąpiła zasadnicza zmiana i już wkrótce opowiedział się jednoznacznie za zjednoczeniem Włoch. Do młodego twórcy zwrócił się wtedy z propozycją współpracy Pietro Thouar, założyciel gazety „Letture di Famiglia”. W piśmie tym co miesiąc ukazywał się dodatek „L'Arpa del popolo”, w którym rozmaite teksty należało opatrzyć komentarzem dla mniej wyrobionych czytelników. Właśnie pod tytułem „L'Arpa del popolo”, już w roku 1855, Carducci wydał szkolną antologię wierszy religijnych i patriotycznych, zawierających zarówno pieśni Dantego, jak i śpiewki toskańskiej wsi. Ofertę redaktorską poeta przyjął z entuzjazmem, ponieważ dzięki niej miał szansę po raz pierwszy wspomóc rodzinę. Czuł się zresztą silnie związany ze wszystkimi mieszkańcami swoich stron. Kiedy w Toskanii wybuchła epidemia cholery, a jego ojciec i brat Dante  nieustannie pielęgnowali chorych, przerwał naukę, żeby wspomóc swoich ziomków.
W roku 1856 uzyskał dyplom z filozofii i literatury za rozprawę poświęconą poematom rycerskim i trubadurom. W tym samym roku opublikował w dodatku do „Letture di Famiglia” swoje tłumaczenia fragmentów Georgik Wergiliusza i epod Horacego wraz z komentarzem. W piśmie tym, jako główny krytyk i publicysta, bronił zasad poezji klasycznej i odpierał ataki grupy florentyńskich romantyków. Podobną obronę podjęło stowarzyszenie pod nazwą „Przyjaciele Pedanci”, którego Carducci został założycielem i najważniejszym członkiem. Do tej grupy młodych literatów należeli również Giuseppe Torquato Gargani, Giuseppe Chiarini i Ottaviano Targioni Tozzetti. Romantyzm, zwłaszcza w schyłkowym wydaniu sentymentalnym, był dla nich wrogą teorią zagraniczną, zaprzeczeniem ojczystych tradycji i formą intelektualnej służalczości wobec obcych kultur. Carducci przeciwstawiał mu bezwarunkowy podziw dla poezji włoskiej, której mistrzami byli dla niego Giuseppe Parini, Vincenzo Monti, Ugo Foscolo, a nawet Pietro Metastasio.

## Rodzinne nieszczęścia

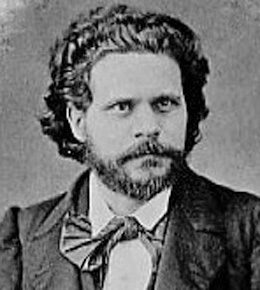
Giosuè Carducci, 1871

Trudną sytuację finansową i emocjonalną poety pogłębiła jeszcze tragedia rodzinna, której okoliczności były różnie opisywane. 4 listopada 1857 roku doszło do gwałtownej sprzeczki między Michele Carduccim a jego młodszym synem, który, od dłuższego czasu nie mogąc znaleźć pracy, zaczął zdaniem ojca schodzić na złą drogę. Po ostrej wymianie zdań podczas wieczornego spotkania Dante najprawdopodobniej zadał sobie śmiertelne pchnięcie nożem. Zdaniem niektórych biografów nie można jednak wykluczyć, że Michele w ataku furii zabił syna, a później upozorował samobójstwo. Zwolennicy tej wersji wydarzeń powołują się na zeznania służącej, która jednak nie widziała samego zajścia, za to, jak większość domowników, była skłócona ze swoim chlebodawcą. Michele Carducci zmarł niecały rok później. Jedni biografowie przyjmują, że po przeżytym wstrząsie, pod wpływem wyrzutów sumienia, załamał się psychicznie i nigdy już nie wrócił do równowagi. Inni uznają taką interpretację za zbyt literacką i podkreślają, że Michele od dawna był poważnie chory. Obecnie uważa się na ogół, że koncepcja morderstwa jest bezpodstawna. Giosuè poruszony samobójstwem brata upamiętnił go pięcioma sonetami wydanymi w tomie Juvenilia oraz pieśnią Alla memoria di D.C. mortosi de ferro il IV novembre MDCCCLVII (Ku pamięci D.C., który zmarł od noża 4 listopada MDCCCLVII).
Kolejnym nieszczęściem w prywatnym życiu poety była śmierć pierworodnego syna, Francesca, kilka dni po narodzinach. W najgorszym dla Carduciego roku 1870 najpierw umarła mu matka, a później, zapewne na zapalenie opon mózgowych, trzyletni Dante.  Podobno już w dniu tragedii powstał sonet Funere mersit acerbo (Pogrążył w gorzkiej śmierci), nawiązujący tytułem do hemistychu z szóstej pieśni Eneidy Wergiliusza. W tym fragmencie epopei Eneasz, schodząc do podziemnego świata, słyszy szloch zmarłych dzieci. O swoim bólu Carducci wspominał w kilku utworach. Synowi zadedykował również jeden ze swoich najsłynniejszych wierszy Pianto antico (Pradawny płacz), w którym zestawił odwieczne odrodzenie życia symbolizowane w mitologii przez drzewo granatowca z nagłą i nieodwracalną śmiercią.

## Praca pedagogiczna

### Szkoły średnie

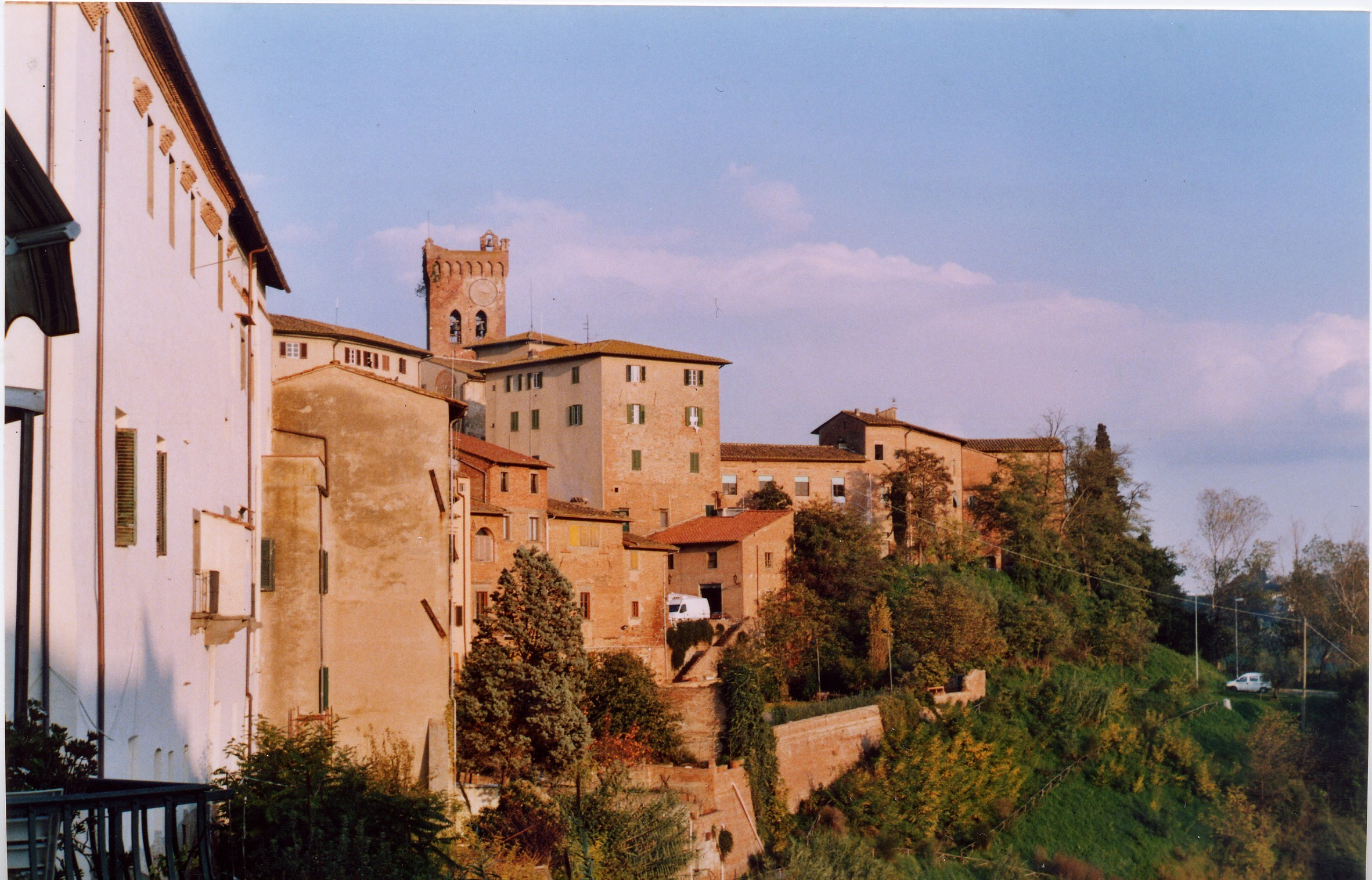
Panorama San Miniato al Tedesco

Carducci, mimo że mógł pracować jako prywatny guwerner, od początku szukał posady w szkołach publicznych. W roku 1856 zatrudnił się jako gimnazjalny nauczyciel gramatyki i retoryki w San Miniato al Tedesco. Z uczniami omawiał głównie teksty Horacego, Lukrecjusza, Tacyta i Dantego. Te pedagogiczne doświadczenia i realia życia w prowincjonalnym miasteczku po latach opisał z sympatią w Risorse di San Miniato al Tedesco (Wspominki z San Miniato al Tedesco). Ze względu na ówczesne republikańskie i demokratyczne przekonania był pod stałym nadzorem karabinierów, a ponieważ zwierzchnicy uznali, że prowadzi się niemoralnie, stracił pracę w szkole. Władze Toskanii nie zgodziły się również, by objął posadę w Arezzo, mimo że szukano tam nauczyciela, a on spełniał wszystkie warunki. Po tych niepowodzeniach wrócił do Florencji i próbował utrzymać się z korepetycji. Regularnie pracował także w wydawnictwie Gaspera Barbèry, gdzie odpowiadał za stronę językową i typograficzną wznawianych dzieł Vittoria Alfieriego, Alessandra Tassoniego, Wawrzyńca Wspaniałego i Salvatora Rosy. Wreszcie, w roku 1860, z całą rodziną przeniósł się do Pistoi, żeby podjąć pracę nauczyciela łaciny i greki w tamtejszej szkole średniej.

### Uniwersytet  Boloński

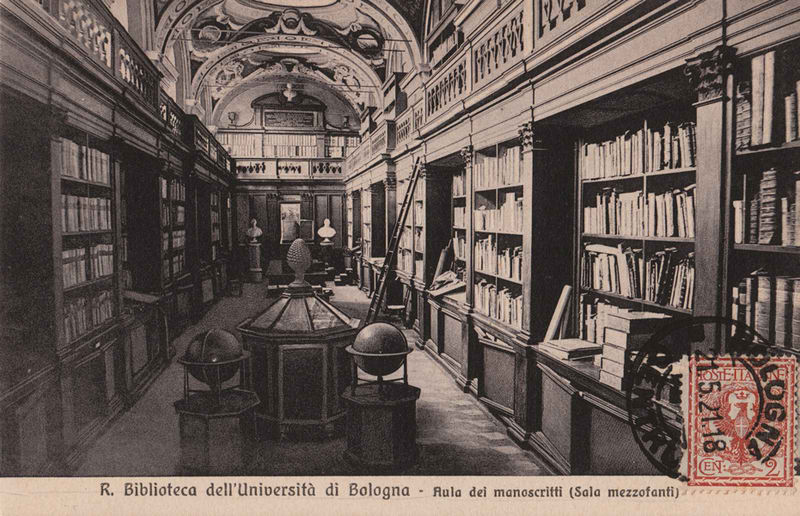
Biblioteka Uniwersytetu Bolońskiego, sala manuskryptów

Ewolucja poglądów politycznych Carducciego i zmiany personalne w Ministerstwie Edukacji sprawiły, że mógł wreszcie liczyć na posadę adekwatną do swoich ambicji i umiejętności. W roku 1860 decyzją ministra Terenzia Mamianiego objął katedrę literatury włoskiej na uniwersytecie w Bolonii, gdzie pracował 44 lata. Zastąpił na tej uczelni wykładowcę, który odmówił złożenia przysięgi na wierność królowi. Wiele wykładów Carducciego ukazywało się po jakimś czasie w formie artykułów. Już swój pierwszy odczyt wykorzystał w pięcioczęściowym cyklu rozważań O rozwoju literatury narodowej, w którym ze swadą zaprezentował dzieje włoskiego piśmiennictwa od zarania do końca XVI wieku. Zaproponowany przez poetę program zajęć nie ograniczał się jedynie do głównej trójki klasyków – Petrarki, Dantego i Boccaccia. Carducci zamierzał przedstawić swoim studentom, początkowo nielicznym, pełny kurs poezji i prozy włoskiej, uwzględniając także późniejsze epoki literackie. Do dorobku naukowego tego okresu zalicza się również wydanie krytyczne dzieł Angela Poliziano przygotowane ze starannością, która spotkała się z powszechnym podziwem. Kontrowersje budziła natomiast działalność Carducciego w masonerii, która miała wtedy rozległe wpływy polityczne i od dawna dążyła do pełnego zjednoczenia Włoch. W roku 1861 poeta wstąpił do bolońskiej loży „Galvani” i upamiętnił to wydarzenie wierszem Dopo Aspromonte (Po Aspromonte), w którym złożył hołd Garibaldiemu i zjadliwie skrytykował Napoleona III. Sześć lat później sam założył lożę „Felsinea”, ale po konflikcie z jej członkami całkowicie zaprzestał działalności wolnomularskiej, tym bardziej że kontakt z masonerią omal nie skończył się dla niego karnym przeniesieniem na uniwersytet w Neapolu.
W latach 70. XIX wieku Carducci zdobył sławę jako poeta i wyrazisty publicysta, więc na jego wykłady i wieczory dyskusyjne ściągali entuzjaści z całego kraju. Pisarz starał się przekazać słuchaczom wiarę w wielkość ojczyzny i podkreślał zalety rodzimej kultury. Różnicował przy tym wypowiedzi przekonując zarówno tych, którzy odwoływali się do tradycji arystokratycznych, jak i tych, którym bliskie były poglądy demokratyczne. Wśród studentów Carducciego znaleźli się przyszli pisarze i poeci, którzy zapisali się w historii włoskiej literatury, między innymi: Giovanni Pascoli, Severino Ferrari, Adolfo Albertazzi, Manara Valgimigli, Guido Mazzoni i Luigi Federzoni. Od roku 1881 Carducci był członkiem Najwyższej Rady Edukacji, dzięki czemu miał znaczny wpływ na ocenę dorobku naukowego kandydatów do prowadzenia wykładów. Z jego decyzji jednoznacznie wynika, że dokonując wyboru, kierował się wyłącznie przyszłym dobrem uczelni i nie ulegał żadnym uniwersyteckim naciskom. Zdarzało mu się także odrzucać kandydatury osób, z którymi  prywatnie utrzymywał bliskie stosunki. W roku 1888 europejska renoma Carducciego była bezsporna, uznano więc za oczywiste, że to on wygłosi uroczyste przemówienie z okazji zjazdu studentów, który zorganizowano w Bolonii, by uczcić osiemsetną rocznicę założenia uczelni. Carducci należał do pedagogów, którzy angażowali się w życie studenckiej społeczności, toteż w czasie pobytu na uniwersytecie w Heidelbergu zapoznał się z zasadami działania burschenschaftów. Dzięki temu przyczynił się do powstania bolońskiej Goliardii.

## Ewolucja poetycka

### Imitacja antyku

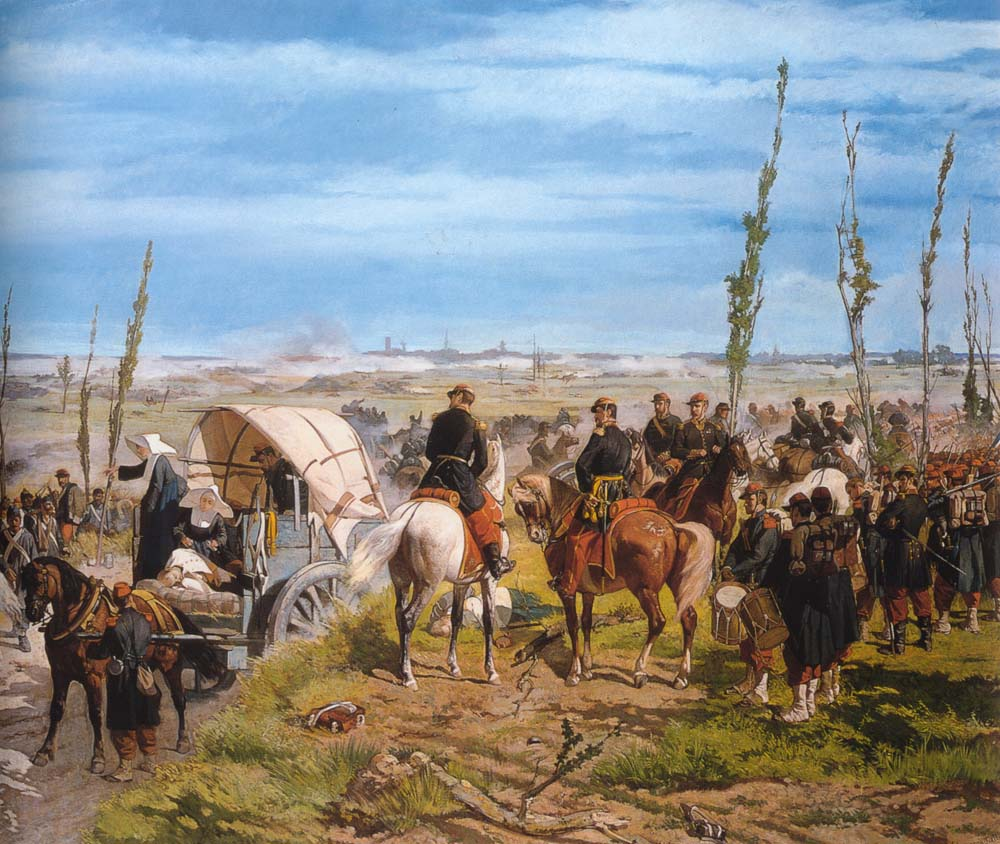
Giovanni Fattori, Obóz włoski po bitwie pod Magentą, 1861

W roku 1857 ukazał się pierwszy autorski tom Carducciego Rime, znany również jako Rime di San Miniato (Wiersze z San Miniato), w którym zdecydowanie wystąpił przeciwko romantyzmowi. Rime weszły później w skład tomu Juvenilia, w którym poeta zaprezentował całą swoją twórczość z lat 1850-1860. Zbiór ten w zakresie słownictwa i składni był naśladownictwem pisarzy antycznych, a także powrotem do nieco zapomnianych form włoskiej poezji neoklasycznej przełomu XVIII i XIX wieku: sonetu, canzony i ody. Zapewne dlatego wczesną twórczość Carducciego porównuje się niekiedy z francuskim parnasizmem, choć u włoskiego poety cechą szczególną było nasycenie tekstu pierwiastkami narodowymi, a nawet nacjonalistycznymi, oraz głoszenie ideałów moralnych wynikających z surowego patriotyzmu. Wiersze z tego okresu wyraźnie ukazywały ewolucję zapatrywań politycznych młodego Carducciego. Po bitwie pod Magentą zjednoczenie Włoch przebiegało w bardzo szybkim tempie. Poeta uznał więc – wbrew dawnym ideałom i mimo szacunku, jakim darzył Garibaldiego i Mazziniego – że w tym burzliwym okresie jedynym gwarantem trwałości nowego państwa będzie ustrój monarchiczny. Napisał wtedy rojalistyczną odę Alla Croce di Savoia (Do krzyża sabaudzkiego), która powszechnie krążyła w odpisach, a nawet była wykonywana przez Mariettę Piccolomini jako pieśń patriotyczna. Nadal jednak podkreślał swoją postawę racjonalistyczną i choć w jego utworach zdarzały się sporadycznie akcenty liryczne, to bezwzględnie najważniejsze były ideały humanizmu i problematyka społeczna.

### Poezja walcząca

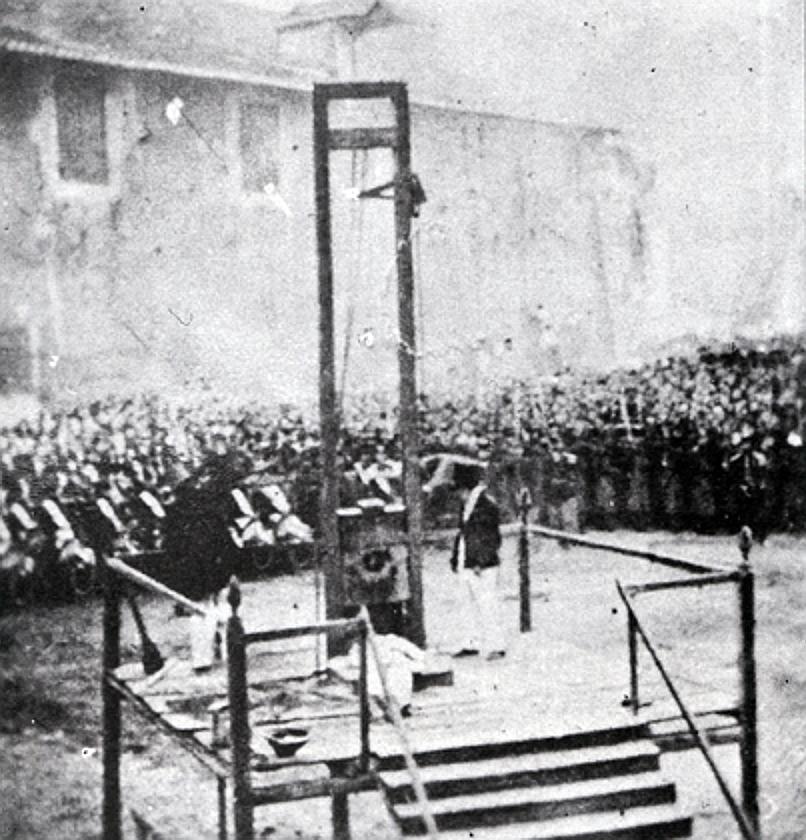
Egzekucja zamachowców, Rzym 1868

W roku 1863 Carducci wydał pod pseudonimem Enotrio Romano płomienny hymn A Satana (Do Szatana), zainspirowany przemyśleniami Pierre’a-Josepha Proudhona i Jules’a Micheleta. W tym tekście złożonym z 50 sześciozgłoskowych tetrastychów (schemat rymów abcb) władca piekieł został ukazany jako wróg przebrzmiałego porządku, reprezentant wolnej myśli i postępu symbolizowanego przez pociąg parowy. Ten panteistyczny i antyklerykalny wiersz, sławiący zwycięstwo rozumu nad teologią chrześcijańską,  wywołał zgorszenie jednych i entuzjazm drugich, przynosząc autorowi znaczny rozgłos. W roku 1869 dołączyły do niego utrzymane w zbliżonym tonie Polemiche sataniche (Polemiki szatańskie). Tekst samego hymnu wznowiono w radykalnej prasie, gdy obradował sobór watykański I, co dodatkowo zaogniło postawy rewolucyjne. Po latach sam Carducci uznał, że ten wiersz nie miał wielkiej wartości artystycznej, ale świadczył o jego determinacji i był dowodem szczerości przekonań.
W roku 1868 ukazał się tom Levia Gravia, także podpisany pseudonimem Enotrio Romano. Tematyka tego zbioru była bardzo zróżnicowana: przede wszystkim polityczna (Per la proclamazione del Regno d’Italia – Na proklamację Królestwa Włoch, Roma o morte – Rzym albo śmierć), ale także historycznoliteracka (Nel sesto centenario di Dante – W sześćsetną rocznicę urodzin Dantego, Poeti di parte bianca – Poeci ze stronnictwa gwelfów), społeczna (Carnevale – Karnawał), miłosna (Per nozze in primavera – Na ślub wiosną) i żałobna (In morte di G.B. Niccolini – Na śmierć G.B. Niccoliniego). Jednak jak zwykle to polityka była dla Carducciego głównym źródłem inspiracji. Szczególnie poruszyło go wydarzenie z 22 października 1867 roku: dwóch garybaldczyków podłożyło wtedy bombę w rzymskich koszarach. Zginęło 23 żuawów papieskich i czterech przypadkowych przechodniów, w tym dziecko. Gdy zamachowcy zostali zgilotynowani, Carducci uczcił ich śmierć żarliwą epodą, a dochód z broszurowego wydania tego wiersza przeznaczył na pomoc dla rodzin sprawców.

### Wiersze jakobińskie

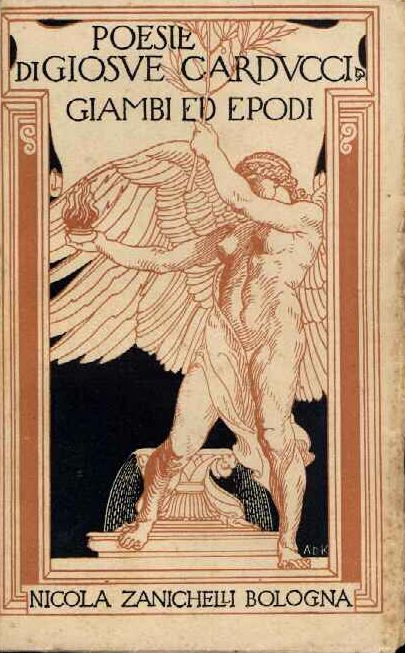
Zbiór wierszy Giambi ed epodi, 1921

Rok 1871 przyniósł podsumowanie dotychczasowej poetyckiej twórczości Carducciego. Ukazał się wtedy tom Poesie (Poezje) podzielony na części Decennali (Dziesięciolecia, 1860-1870) z wierszami politycznymi oraz Levia Gravia (1857-1870) i Juvenilia (1850-1857), będącymi odwzorowaniem pierwszych edycji. W tym wydaniu, podobnie jak w większości następnych, nie uwzględniono chronologii powstawania utworów. Później w zbiorach Carducciego często sąsiadowały ze sobą zarówno wiersze młodzieńcze, jak i twórczość z okresu dojrzałego. Również wznowienia poszczególnych tomów niekiedy różniły się zawartością i układem tekstów. Spośród wierszy politycznych, opublikowanych wtedy po raz pierwszy, często przywołuje się odezwę Sicilia e la rivoluzione (Sycylia i rewolucja), będącą wezwaniem do walki o wolność narodów i unicestwienie tyranii „od szczytów Karpat do Drawy / tam, gdzie jęczy zniewolona Wisła / tam, gdzie rozbrzmiewa płacz Bałkanów”.
Na przełomie lat 60. i 70. poeta pracował intensywnie nad jambami (Idillo Maremmano – Idylla maremmańska), epodami, odami, sonetami (Wół – Il Bove) i przekładem wierszy Platena, Goethego i Heinego. Niektóre z tych utworów ukazały się w roku 1873 jako Nuove poesie, później zaś zostały ponownie wykorzystane w tomie Giambi ed epodi. To właśnie dzięki nim Carducci stał się powszechnie znany. Jego bezpardonowe oskarżenia włoskich polityków wzbudziły burzliwą dyskusję w kraju i zapewniły mu rozgłos europejski. Głównymi tematami wierszy z tego okresu były idee wolności i sprawiedliwości, pogarda dla kompromisów w nowych Włoszech i polemika z papiestwem. Konwencja poezji jambicznej, już od czasów Archilocha kojarzonej z napastliwą satyrą, pozwoliła Carducciemu przy zachowaniu kunsztownej formy na nieoczekiwaną gwałtowność, wyraziste inwektywy i sarkastyczne konstatacje. Poeta łączył przy tym wyrażenia typowe dla współczesnego mu języka politycznego ze słownictwem archaicznym, tworząc w ten sposób pomost między bieżącą problematyką a tradycją. W czterowierszach pisanych na ogół siedmio- i jedenastozgłoskowcem zwracał się przeciwko apatii i degrengoladzie moralnej pokolenia, które czerpiąc korzyści z risorgimenta, samo nie jest już zdolne do zdecydowanego działania. Wspominając ludzi, którzy poświęcili się walce o zjednoczenie (Via Ugo Bassi – Ulica Uga Bassiego, In morte di Giovanni Cairoli – Na śmierć Giovanniego Cairolego, Nostri santi e nostri morti – Nasi święci i nasi zmarli), uznał, że ich ofiara poszła na marne, bo Włosi stali się nikczemni i potrafią jedynie rozpamiętywać chwalebną przeszłość. W twórczości Carducciego okres radykalnych poglądów i nieprzejednanej zawziętości, zwany często fazą jakobińską, osiągnął punkt kulminacyjny w roku 1871. Później poeta twierdził, że jest umiarkowanym w zapatrywaniach żyrondystą, aż wreszcie całkowicie zanegował swoje dawne przekonania.

### Apologia klasycyzmu

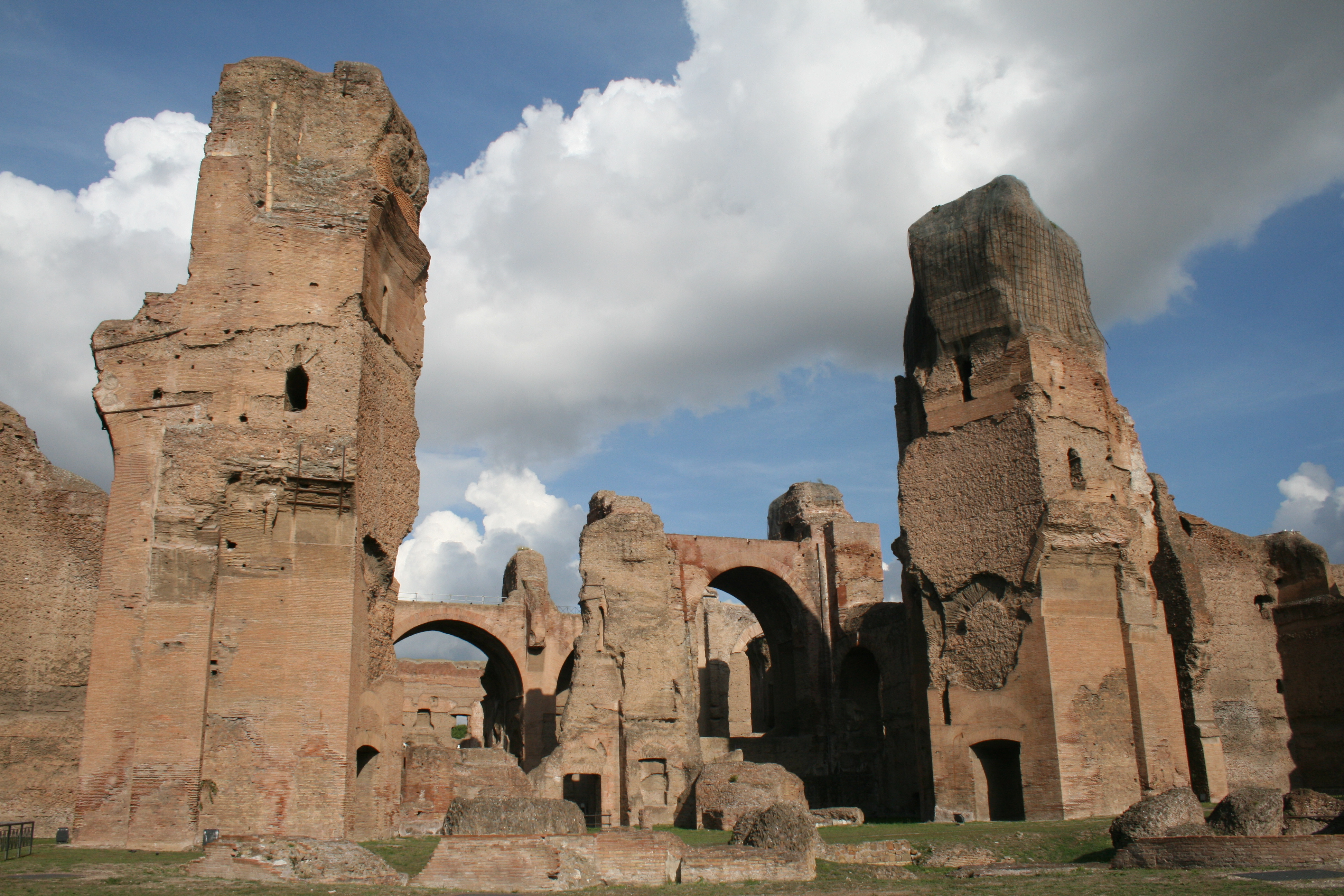
Termy Karakalli

Słynny zbiór Carducciego Ody barbarzyńskie ukazał się w roku 1877, a jego kolejne, rozbudowane warianty w roku 1882 (Nuove odi barbare) i 1889 (Terze odi barbare). W tych wierszach próbował nawiązać do świata starożytności nie tylko, jak dotąd, za pomocą stylizowanego słownictwa i tematyki, ale także odtwarzając iloczasowe miary wierszowe. Zainspirowany przez niemieckich filologów i poetów – zwłaszcza przez Friedricha Gottlieba Klopstocka, który stworzył niemiecki odpowiednik heksametru – starał się oddać metrum łaciny i greki, wykorzystując zasady akcentowe języka włoskiego, czyli stosując w odpowiednich układach oksytony, paroksytony i proparoksytony. O swoich zamiarach pisał: „Ja, pochylony u stóp muzy italskiej, najpierw całuję tę stopę z pełną poszanowania tkliwością, a następnie staram się przymierzyć jej koturny safickie, alcejskie, asklepiadejskie, w których takt jej boska siostrzyca wodziła chóry po paryjskim marmurze świątyń doryckich”.
Typowa dla Carducciego pasja moralizatorska i polityczna zostały tu ograniczone wyrafinowaną formą, co dało w efekcie przekaz logiczny i bardzo stonowany. W odach przeważały tematy historyczne (Przed termami Karakalli – Dinanzi alle terme de Caracalla, Na śmierć Napoleona Eugeniusza – Per la morte de Napoleone Eugenio, U źródeł Klitumna – Alle fonti del Clitumno), choć poecie nie była obca także nastrojowa liryka, czego przykładem jedne z jego najsłynniejszych wierszy Na dworcu kolejowym w jesienne rano (Alla stazione in una mattina d'autunno) i Śnieżyca (Nevicata). Carducci nazwał swoje ody „barbarzyńskimi”, ponieważ – jak przypuszczał – tak określiliby je pisarze starożytni, gdyby mogli ich posłuchać. Dodał również nie bez ironii, że w swojej ocenie, choć z odmiennych powodów, nie różniliby się od współczesnych Włochów. W roku 1878 z okazji wizyty pary królewskiej w Bolonii napisał odę Do królowej włoskiej (Alla regina d’Italia) ku czci królowej Małgorzaty, wielbicielki jego poezji. Tym samym zaczął uchodzić za rzecznika oficjalnej kultury, co skłóciło go z towarzyszami należącymi do obozu republikanów. Na ostre ataki prasowe odpowiedział stwierdzeniem: „Czy dlatego, że ona jest królową, a ja republikaninem, nie wolno mi okazać uprzejmości, a jedynie grubiaństwo? W końcu nigdzie nie zostało powiedziane, że poeta grecki i żyrondysta musi przejść bez pozdrowienia obok piękna i wdzięku”.

### Historia i wspomnienia

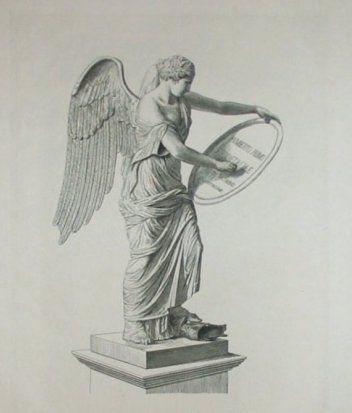
Skrzydlata Wiktoria z Brescii, akwaforta z roku 1888

W roku 1871 Carducci nawiązał korespondencję z Caroliną Cristofori Piva (1837-1881), kobietą ambitną i wykształconą, z którą wkrótce połączyła go relacja miłosna. To uczucie, z różną intensywnością, trwało blisko sześć lat, a wiedzieli o nim tylko najbliżsi przyjaciele. Carolina, w chwili poznania matka trojga dzieci i żona generała brygady, nazywana w dedykacjach Liną lub Lidią, stała się adresatką wielu jego wierszy. Do najbardziej znanych należy Do Wiktorii (Alla Vittoria), poetyckie wspomnienie podróży do Brescii, gdzie wspólnie podziwiali antyczną rzeźbę, będącą dla Carducciego klasycznym ideałem piękna. Ze związku Carducciego z Caroliną urodził się syn, Gino, którego generał Domenico Piva w dobrej wierze uznał za swojego prawowitego potomka.
W okresie znajomości z Caroliną powstał także cykl Wiosny helleńskie (Primavere elleniche), włączony do zbioru Rime nuove. Było to liryczne zaproszenie ukochanej kobiety do podróży po Grecji w poszukiwaniu znanego starożytnym szczęścia na łonie natury, pośród piękna i w kulcie poezji. Neoklasycyzm Carducciego nie był w tym wypadku chęcią odtworzenia minionej kultury, ale wyraźną próbą nawiązania do jej duchowych osiągnięć. W Rime nuove równie istotne były reminiscencje z beztroskiego dzieciństwa i melancholijne opisy krajobrazów (Rimembranze di scuola – Szkolne wspomnienia, Traversando la Maremma toscana – Jadąc przez toskańskie Maremmy). Nie bez racji krytycy dostrzegli w nich romantyczny sztafaż, który niegdyś Carducci tak żarliwie zwalczał. Podobny ton pobrzmiewał w innych znanych wierszach z tego tomu Anacreontica romantica (Romantyczny anakreontyk) i Leggenda di Teodorico (Legenda o Teodoryku), której epicki rozmach przywodził na myśl Victora Hugo. Szczególne wrażenie wywarły na czytelnikach nietypowe dla Carducciego wiersze Ballata dolorosa (Bolesna ballada) i Visione (Wizja). Ukazane w nich pejzaże bez światła i życia, wyrażające zagubienie, inercję i przeczucie śmierci, zapowiadały, mimo klasycznych rygorów formalnych, dekadencką wrażliwość i symboliczne obrazowanie nadchodzącej epoki literackiej.
W tomie tym autor często przywoływał także wydarzenia historyczne, poświęcając kilka utworów włoskiemu średniowieczu, a zwłaszcza epoce komun miejskich. W wierszu Su i campi di Marengo la notte del Sabato Santo 1175 (Na polach pod Marengo w noc Wielkiej Soboty roku 1175) ukazał epizod z walk pomiędzy Ligą Lombardzką a cesarzem Fryderykiem Barbarossą – którego wspierali rzekomo królowie Polski i Czech – kiedy to prawie już pokonana armia niemieckich feudałów zdołała ujść z życiem dzięki wspaniałomyślności zwycięzców. W cyklu dwunastu sonetów Ça ira, nawiązujących tytułem do pieśni sankiulotów, Carducci przypomniał postępowe formy demokracji postulowane przez rewolucję francuską i marzył o społeczeństwie ludzi wolnych i równych, w którym zgromadzenie obywateli będzie rozdzielało wszystkim ziemię. Zaskoczeni konserwatyści uznali te wiersze za frontalny atak na włoski ustrój, chociaż poeta wyjaśniał, że jego utwory przywołują co prawda republikę, ale w niczym nie uwłaczają monarchii.
Ważną cechą niektórych wierszy z tego tomu był wyraźniejszy niż dotąd  motyw twórczości literackiej. Carducci opisywał w nich zalety sonetu albo podkreślał mistrzostwo Homera, Wergiliusza i Dantego. Za manifest programowy uważa się niekiedy wiersz Pożegnanie (Congedo), w którym poeta został ukazany jako rzemieślnik trudzący się w kuźni i obcy sentymentalnym pięknoduchom. Materią przekuwaną na poezję były tu miłość, myśli, chwała przodków i wielkość narodu. W 1879 ukazał się Il Parlamento (Parlament), pierwsza część planowanej i nigdy nieukończonej epopei Pieśń o Legnano (Dalle canzone di Legnano), w której Carducci zamierzał przypomnieć zwycięstwo mediolańskiego ludu nad Fryderykiem Barbarossą i bohaterską postać Alberta da Giussano.

### Wiersze ostatnie

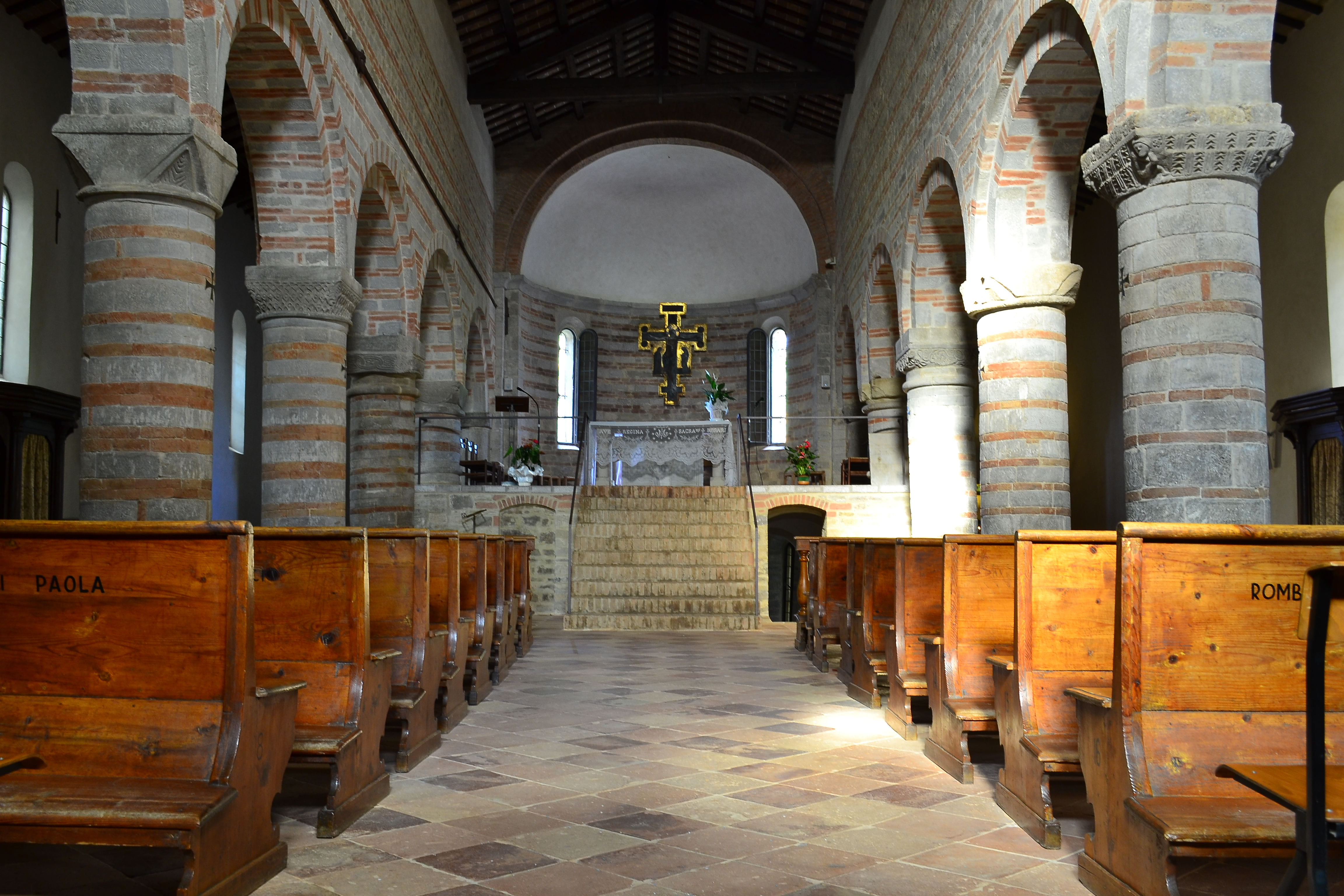
Wnętrze kościoła w Polencie

Zbiór Rime e ritmi, zbierający dorobek z lat 1887-1899, to 29 wierszy, w większości rymowanych, w których Carducci po raz kolejny podjął swoje główne tematy: ojczyzna, dzieciństwo, przyroda i śmierć. Jednak język jego późnej twórczości stał się schematyczny, bardzo ogólnikowy, a skojarzenia obciążyła profesorska erudycja. Na wzór Pindara uciekł się do wzniosłego krasomówstwa i gloryfikował przeszłość kraju (Wojna – La guerra, Do miasta Ferrary – Alla città di Ferrara, Per il monumento di Dante a Trento – Na pomnik Dantego w Trydencie), opisując Włochy z pozycji narodowego wieszcza, za którego sam się uważał. Dużą popularnością cieszyła się oda Kościół polentański (La chiesa di Polenta), w której poeta przypomniał świątynię, gdzie, jak podaje legenda, modlili się Dante i Francesca da Rimini. Kościół ten dzięki staraniom Carducciego udało się poddać gruntownej renowacji. W znanej romancy Jaufré Rudel po raz kolejny przywołał średniowiecze, tym razem prowansalskie, by opowiedzieć historię trubadura i krzyżowca zakochanego w kobiecie, którą ujrzał po raz pierwszy dopiero przed śmiercią. Z kolei Presso una Certosa (W pobliżu cmentarza) to duchowy testament, w którym podkreślał swoją wiarę w siłę poezji i prosił Homera, by pozwolił mu zachować wenę w obliczu nadchodzącej śmierci.
Carducci uporządkował cały swój dorobek w dwudziestotomowej edycji dzieł zebranych, która ukazywała się w latach 1889–1905. Mimo że dla potomnych pozostał przede wszystkim poetą, wiersze w tym wydaniu zmieściły się w czterech tomach. W pozostałych znalazły się monografie, traktaty, eseje i szkice literackie.

## Krytyka literacka i publicystyka

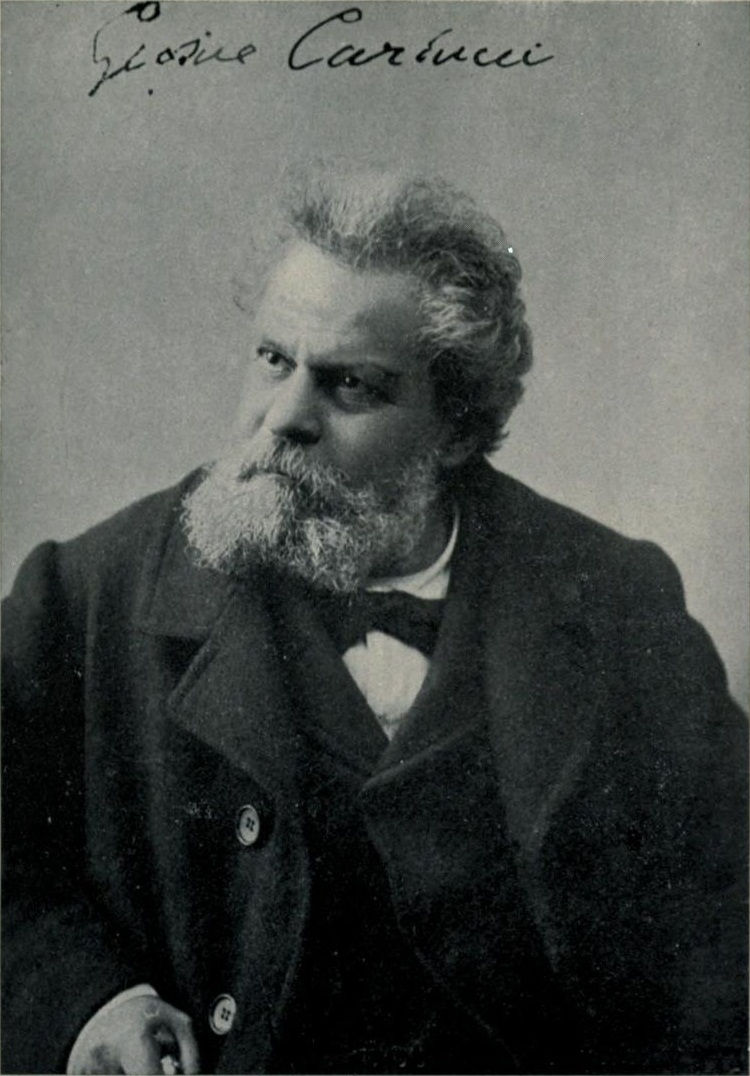
Zdjęcie z autografem, 1903

Carducci nieustannie publikował artykuły, w których popularyzował historię literatury włoskiej albo komentował aktualne wydarzenia i sytuację społeczną. Zaczepny, niezmiennie apodyktyczny, rzadko dopuszczał do dyskusji, za to niejednokrotnie pozwalał sobie na inwektywy pod adresem ludzi mających inne przekonania polityczne lub odmienny gust. Formę prasową zyskały już jego najwcześniejsze polemiki w gronie „Przyjaciół Pedantów”. W styczniu 1859 pojawił się pierwszy numer miesięcznika „Poliziano”, z napisanym przez Carducciego artykułem programowym, pismo jednak nie przetrwało nawet roku. Od 1879 drukował swoje wiersze i rozważania w przychylnym rządowi, literackim tygodniku „Fanfulla della Domenica”. Nie stronił także od znacznie lżejszej w tonie, plotkarskiej „Cronaca Bizantina”, w której jego artykuły były często najambitniejszymi tekstami.
Carducci długo poświęcał się badaniom niemal wyłącznie literatury średniowiecznej i renesansowej, co stanowiło przeciwwagę dla jego dziennikarskich wystąpień w sprawach bieżących. Utrzymywał przy tym, że skontrastowane cechy dawnych epok znalazły ponowne odzwierciedlenie w czasach rewolucji francuskiej, której zdobycze zniosły zarówno feudalny porządek, jak i kościelne nadużycia. W latach 1860–1870 głównymi bohaterami jego rozważań byli Girolamo Savonarola, Katarzyna del Ricci, Brunetto Latini, Guido Cavalcanti i przede wszystkim Dante. Później pisał także traktaty i eseje o autorach mu współczesnych, starając się na swój sposób zachować obiektywizm ocen w wypadku pisarzy – choćby Alessandra Manzoniego – których twórczości nie cenił. Obfitość analiz Carducciego i sugestywność stylu sprawiły, że włoskie badania literackie lat 1870-1900 rozwijały się w dużej mierze pod znakiem jego poglądów. Niektórzy krytycy uważali nawet, że jako historyk literatury Carducci jest bardziej przekonujący niż jako poeta. W jego polemikach i pracach krytycznoliterackich, których wiele zebrano pod tytułem Confessioni e battaglie, trudno wyodrębnić jasno sformułowane zasady teoretyczne. Były to raczej refleksje po wnikliwej i emocjonalnej lekturze, w których szczególną wagę przywiązywał do języka omawianych dzieł. Za równie istotną uważał drobiazgową kwerendę, która umożliwia usytuowanie danego utworu w określonym kontekście historycznym i w biografii autora. Jego rozważania wiele zawdzięczały zarówno subiektywnym metodom De Sanctisa, jak i Sainte-Beuve’owi z jego skupieniem na psychologii twórcy.

## Nobel dla senatora

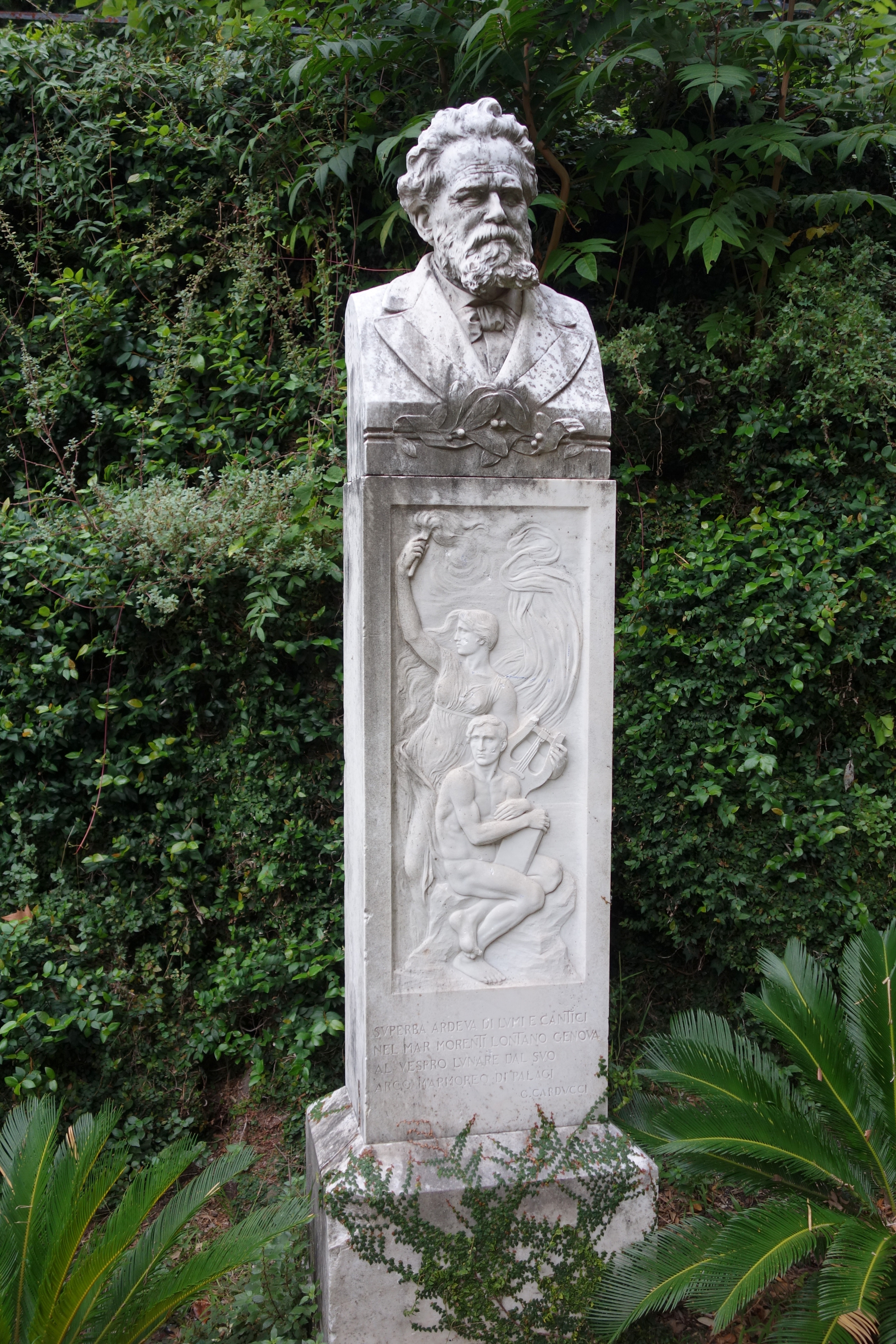
Popiersie Giosuè Carducciego w genueńskim parku Villetta Di Negro

### Kariera polityczna
Swoją sławę literacką Carducci umiał zdyskontować na niwie politycznej. Posłem został już  jako republikanin w roku 1876, choć jego działalność okazała się czysto symboliczna: liczba wykładowców, którzy mogli wtedy zasiadać w parlamencie, była ustawowo ograniczona, a losowanie wyeliminowało go z grona wybranych. Pod jego przewodnictwem w 1889 roku założono Stowarzyszenie Dante Alighieri. Wymierny sukces polityczny odniósł dopiero w roku 1890, przyjmując nominację na dożywotniego senatora. Jego związki z kręgami zachowawczymi spotykały się jednak z nieustanną krytyką. Kiedy w roku 1891 zgodził się zostać ojcem chrzestnym sztandaru Uniwersyteckiego Koła Monarchistów, część studentów zareagowała agresywną demonstracją, co skończyło się dwutygodniowym zawieszeniem wykładów. Z tego też roku pochodzi często cytowana deklaracja światopoglądowa Carducciego: „W polityce – Italia nade wszystko, w estetyce – poezja klasyczna nade wszystko, w czynach – szczerość i siła nade wszystko”. Podczas sprawowania mandatu Carducci wspierał imperialistyczną politykę Francesca Crispiego, który nawet po klęsce pod Aduą podtrzymywał swoje skrajnie konserwatywne zapatrywania. Sprzeciwiał się także demokracji parlamentarnej i uchodził za piewcę Włoch militarystycznych. W 1890 roku poznał swoją ostatnią miłość, młodą poetkę Annie Vivanti, której zadedykował wiersze Do Annie (Ad Annie) i Elegia Splügenu (Elegia del Monte Spluga). Ich nieocenzurowaną korespondencję opublikowano dopiero w roku 2004. Do ostatnich chwil Carducci utrzymywał także serdeczne stosunki z królową Małgorzatą Sabaudzką, która w roku 1902 odkupiła całą jego bibliotekę, zapewniając mu do niej nieograniczony dostęp.

### Najważniejsza nagroda
Pod koniec życia Carducci, choć nadal budził kontrowersje, był szanowanym autorytetem literackim i naukowym. Z okazji 35-lecia pracy profesorskiej został obdarowany gałązką wawrzynu z drzewa rosnącego przy grobie Dantego w Rawennie oraz księgą pamiątkową zawierającą nazwiska wszystkich jego studentów. Kiedy ze względu na hemiplegię musiał w roku 1904 zaniechać prowadzenia wykładów, parlament przyznał mu – podobnie jak kiedyś Alessandrowi Manzoniemu – dożywotnią emeryturę. Katedrę objął po nim Giovanni Pascoli. W roku 1906 Giosuè Carducci został wyróżniony Nagrodą Nobla w dziedzinie literatury. Komitet Noblowski czuł się w obowiązku podkreślić, że pogańskie motywy w jego wierszach wcale nie oznaczały odrzucenia chrześcijaństwa, a jedynie krytykę błędnych posunięć Kościoła. Schorowany Carducci nie zdołał pojechać do Sztokholmu, żeby osobiście odebrać nagrodę, gościł natomiast u siebie ambasadora Szwecji. Zmarł na marskość wątroby dwa miesiące później, 16 lutego 1907 roku. Jego śmierć upamiętnił wierszem Per la tomba di G. Carducci (Na grób G. Carducciego) Gabriele D’Annunzio, główny przedstawiciel włoskiego dekadentyzmu. Utwory Carducciego często inspirowały kompozytorów, którzy wykorzystywali je jako teksty swoich pieśni (Alfredo Casella – Notte de maggio, Guido Alberto Fano – Vere novo, Stanislao Gastaldon – Viva il Re).
Dom na przedmieściach Bolonii, w którym mieszkał od roku 1890 do śmierci, obecnie jest siedzibą instytutu sprawującego pieczę nad dorobkiem pisarza. W roku 1928, w pobliskim ogrodzie, dokonano odsłonięcia pamiątkowego monumentu z kararyjskiego marmuru. Pomnik ten, ukazujący pisarza w otoczeniu alegorycznych grup figuralnych, został zaprojektowany przez Leonarda Bistolfiego. W uroczystości uczestniczyli król Wiktor Emanuel III, królowa Helena i ówczesny premier Benito Mussolini. Listy zebrane Carducciego w 22 tomach wydawano w latach 1938–1968. W korespondencji prywatnej poeta jawi się jako człowiek dowcipny, porywczy, wierny swoim zasadom, a przy tym jako czuły kochanek. Nazwiskiem noblisty nazwano kontrtorpedowiec, który w czasie II wojny światowej uczestniczył w 38 misjach bojowych. Jego nazwisko nosi również krater na Merkurym. W roku 1907 toskańska gmina Castagneto Maritimo, gdzie Carducci spędził dzieciństwo, zmieniła nazwę na Castagneto Carducci. W pięćdziesiątą rocznicę śmierci Carducciego Poczta Włoska wydała znaczek z jego wizerunkiem.

## Odznaczenia
- Order Sabaudzki Cywilny
- Order Korony Włoch I i III klasy
- Order Świętych Maurycego i Łazarza II, III i IV klasy
- Order Róży IV klasy (Brazylia)[80]

## Główne dzieła

### Wiersze
- Juvenilia, 1850-1860 (Juwenilia)
- Levia Gravia, 1861-1871 (Lekkie i poważne)
- Giambi ed epodi, 1867-1879 (Jamby i epody)
- Nouve poesie, 1871-1873 (Nowe poezje)
- Intermezzo, 1874-1887
- Rime nuove, 1861-1887 (Rymy nowe, w roku 1914 ukazało się tłumaczenie trzech sonetów z cyklu Ça ira autorstwa Wincentego Rzymowskiego, a w roku 1936 krótki fragment Wiosen helleńskich w przekładzie Julii Wieleżyńskiej)
- Ody barbarzyńskie, 1873-1889 (Odi barbare, przekład Julii Dicksteinówny 1923)
- Rime e ritmi, 1889-1898 (Rymy i rytmy)

W Polsce pojedyncze wiersze Giosuè Carducciego tłumaczyli między innymi Edward Porębowicz i Zenon Przesmycki. Niektóre teksty zamieszczono w antologiach:
- Laurowo i jasno – antologia wierszy laureatów Literackiej Nagrody Nobla, Wydawnictwo Bohdana Wrocławskiego, Warszawa 1994, ISBN 83-85996-11-7.
- Poeci nobliści 1901-1993, Anagram, Warszawa 1994, ISBN 83-86086-08-4.
- Antologia polskich przekładów poezji włoskiej, Collegium Columbinum, Kraków 2006, ISBN 83-89973-14-6.

### Artykuły, monografie, wykłady
- Delle poesie toscane di Angelo Poliziano, 1860 (O wierszach toskańskich Angela Poliziano)
- Delle rime di Dante, 1864 (O wierszach Dantego)
- Dante e l'età sua, 1866 (Dante i jego stulecie)
- Della varia fortuna di Dante, 1866-1867 (O zmiennych losach Dantego)
- O rozwoju literatury narodowej, 1868-1871 (Dello svolgimento della letteratura nazionale, przekład Heleny Grotowskiej 1914)
- La lirica classica nella seconda metà del secolo XVIII, 1871 (Liryka klasyczna drugiej połowy XVIII wieku)
- A proposito di alcuni giudizi su Alessandro Manzoni, 1873 (Na temat niektórych sądów o Alessandrze Manzonim)
- Del rinovvamento letterario d’Italia, 1873 (Odnowa literacka we Włoszech)
- Bozzetti critici e discorsi letterari, 1876 (Szkice krytyczne i wykłady literackie)
- Delle poesie latine edite ed inedite di Ludovico Ariosto, 1879 (O wydanych i niewydanych wierszach łacińskich Ludovica Ariosta)
- Per la morte di Giuseppe Garibaldi, 1882 (Na śmierć Giuseppe Garibaldiego)
- Confessioni e battaglie, 1882–1884 (Wyznania i bitwy)
- Petrarca e Boccacio, 1884 (Petrarca i Boccacio)
- Storia del «Giorno» di Giuseppe Parini, 1888 (Historia „Dnia” Giuseppe Pariniego)
- Jaufré Rudel: poesia antica e moderna, 1888 (Jaufré Rudel: poezja dawna i współczesna)
- Le tre canzoni patriottiche di Giacomo Leopardi, 1898 (Trzy pieśni patriotyczne Giacoma Leopardiego)
- Dello svolgimento dell'ode in Italia, 1902 (O rozwoju ody we Włoszech)